# Martin Groslambert
Martin Groslambert, né le 7 janvier 2002 à Ornans, est un coureur cycliste français. En 2024, il est sacré champion du monde de cyclo-cross en relais mixte avec l'équipe de France.

## Biographie

### Carrière
En 2017, alors licencié au Vélo Club d'Ornans, il participe au cyclo-cross de la Caz en catégorie cadets, et remporte la course en battant Pierre Gautherat lors d'un sprint à deux.
Lors de la saison 2018-2019 de cyclo-cross, alors en catégorie espoirs (U19), il termine 5e du Troyes Cyclocross International et du Grand Prix Radcross. Il participe au championnat de France de cyclo-cross espoirs et se classe 8e. La saison suivante, il termine une nouvelle fois 5e du Cyclocross de Troyes en catégorie espoirs et fini aux pieds du podium de l'EKZ CrossTour. En 2021-2022, dorénavant en catégorie espoirs, il termine dans le top 10 du championnat de France de cyclo-cross. Il commence également à participer à plusieurs courses professionnelles. 

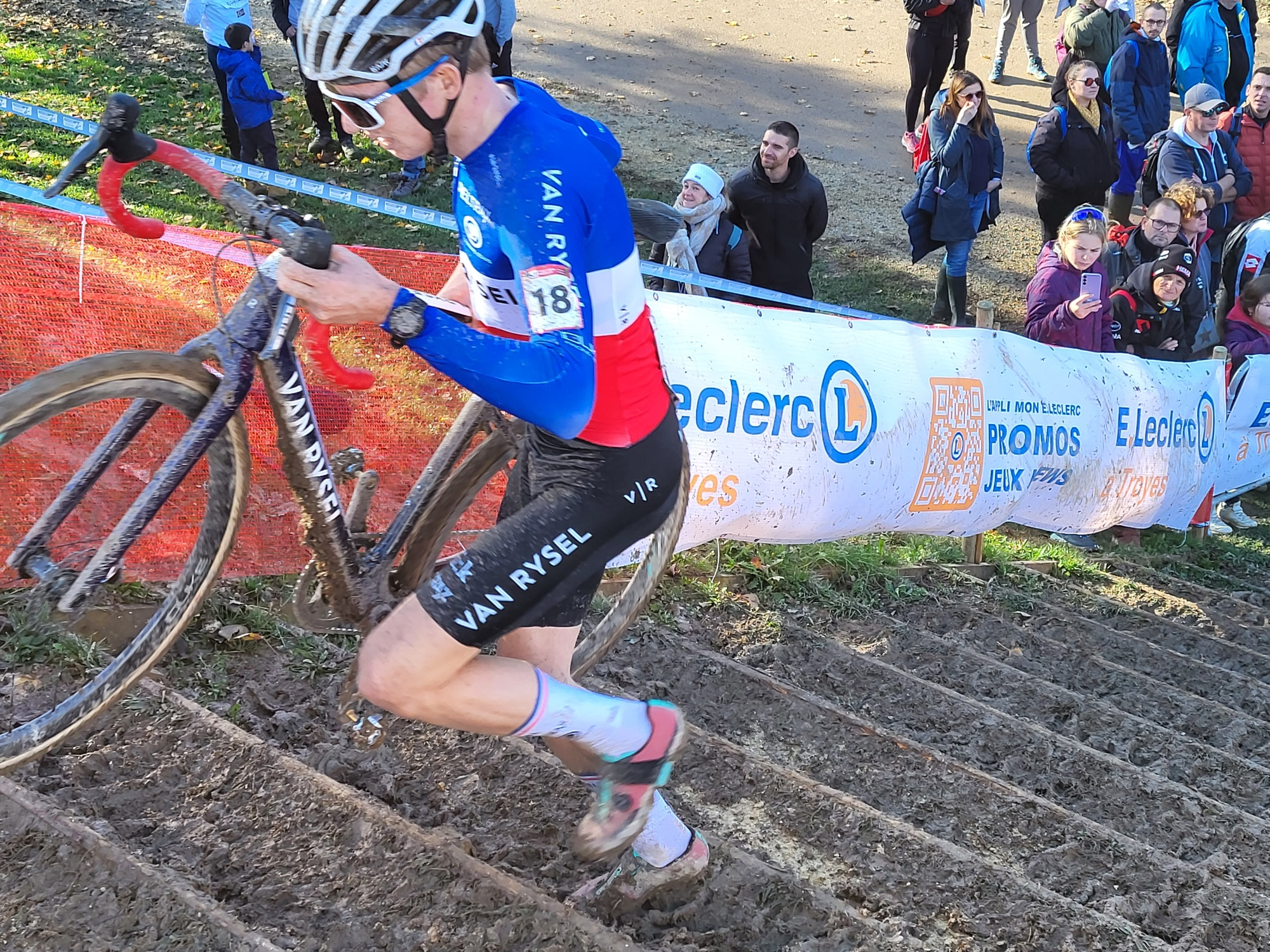
Martin Groslambert en 2023 lors du cyclo-cross de Troyes.

En 2023, il est sacré champion de France de cyclo-cross espoirs en s'imposant en solitaire devant Rémi Lelandais,,. Quelques mois auparavant, il avait remporté deux manches de la Coupe de France espoirs et avait terminé deuxième du classement général de cette compétition. L'année suivante, il remporte une autre manche de la Coupe de France espoirs. Ses belles performances lui permettent d'être sélectionné par l'équipe de France pour les championnats du monde de cyclo-cross 2024 ; il est sacré dans le relais mixte et devient ainsi champion du monde. Blessé une grande partie du reste de l'année 2024, il ne reprend la compétition qu'en novembre. En 2025, alors sous contrat avec l'équipe Van-Rysel CX, il termine 5e du championnat de France de cyclo-cross,.

## Palmarès en cyclo-cross

### Par saison
- 2022-2023
  -  Champion de France de cyclo-cross espoirs
  - Coupe de France espoirs #3, Camors
  - Coupe de France espoirs #4, Camors
  - 2e du classement général de la Coupe de France espoirs
- 2023-2024
  -  Champion du monde de cyclo-cross en relais mixte
  - Coupe de France espoirs #5, Flamanville
  - 9e du championnat du monde de cyclo-cross espoirs
  - 9e de la Coupe du monde espoirs